# محاري عملاق
محاري عملاق (الاسم العلمي: Pleurotus giganteus) هو نوع من الفطريات يتبع جنس المحاري من فصيلة المحارية.